# ريتشي ريتش (فلم)
ريشي ريتش (بالإنجليزية: Richie rich) هو فيلم كوميدي أمريكي أصدر سنة 1994، مقتبس من كتاب بنفس الاسم. تدور أحداث الفيلم حول أغنى طفل في العالم، لكنه يفتقر إلى صداقة. وقد طالما سعى إليها لكن الجميع يرفض صداقته. فجأة تتغير حياة الطفل ريتشي حين يكتشف مؤامرة أحيكت لقتل عائلته بدعم من أحد أكبر رجال الأعمال المنافسين لوالده. فيقوم ريتشي بالسعي وراء كشف الحقيقة بمساعدة أصدقاء جدد.

## البطولة
- ماكوالي كولكين
- جون لاروكيوت

## روابط خارجية
- مقالات تستعمل روابط فنية بلا صلة مع ويكي بيانات